# Brassaiopsis hainla
Brassaiopsis hainla é uma espécie de Brassaiopsis.

## Sinônimos
- Brassaiopsis palmata (Roxb.) Kurz
- Brassaiopsis polyacantha (Wall.) R.N.Banerjee
- Euaraliopsis hainla (Buch.-Ham.) Hutch. ex G.Hoo & C.J.Tseng
- Euaraliopsis palmata (Roxb.) Hutch. [Inválido]
- Euaraliopsis polyacantha (Wall.) N.P.Balakr. [Inválido]
- Hedera hainla Buch.-Ham.
- Hedera polyacantha Wall.
- Panax curcifolius Griff.
- Panax hainla (Buch.-Ham.) DC.
- Panax palmatus Roxb.
- Pseudobrassaiopsis hainla (Buch.-Ham.) R.N.Banerjee
- Pseudobrassaiopsis polyacantha (Wall.) R.N.Banerjee